# زیردریایی یو-۷۵۷
زیردریایی یو-۷۵۷ (به انگلیسی: German submarine U-757) یک زیردریایی است که طول آن ۶۷٫۱ متر (۲۲۰ فوت ۲ اینچ) می‌باشد. این زیردریایی در سال ۱۹۴۱ ساخته شد.